# 邁克·魯夫特納
邁克·魯夫特納（1994年3月14日—）是捷克的一位足球運動員。他現在效力於匈牙利足球甲級聯賽球隊維迪奧頓足球俱樂部，在場上的位置是後衛。他在2017年5月11日以150萬歐元轉會哥本哈根。他也代表捷克U21國家隊參賽並參加了2017年歐洲U21足球錦標賽。

## 外部連結
- Michael Lüftner （页面存档备份，存于） official international statistics
- 邁克·魯夫特納 – Fotbal DNES网站上的捷克足球甲级联赛统计数据 （捷克語）
- Soccerway資料庫：邁克·魯夫特納